# Перліно
Перліно (пол. Perlino) — село в Польщі, у гміні Ґневіно Вейгеровського повіту Поморського воєводства.
Населення — 362 особи (2011).
У 1975-1998 роках село належало до Гданського воєводства.

## Демографія
Демографічна структура станом на 31 березня 2011 року:
|          | Загалом | Допрацездатний вік | Працездатний вік | Постпрацездатний вік |
| -------- | ------- | ------------------ | ---------------- | -------------------- |
| Чоловіки | 182     | 37                 | 134              | 11                   |
| Жінки    | 180     | 49                 | 114              | 17                   |
| Разом    | 362     | 86                 | 248              | 28                   |